# Magnac-sur-Touvre
Magnac-sur-Touvre är en kommun i departementet Charente i regionen Nouvelle-Aquitaine i västra Frankrike. Kommunen ligger  i kantonen Ruelle-sur-Touvre som ligger i arrondissementet Angoulême. År 2022 hade Magnac-sur-Touvre 3 252 invånare.

## Befolkningsutveckling
Antalet invånare i kommunen Magnac-sur-Touvre
Referens:INSEE